# Покривник бурохвостий
Покривни́к бурохвостий (Sciaphylax hemimelaena) — вид горобцеподібних птахів родини сорокушових (Thamnophilidae). Мешкає в Амазонії.

## Підвиди
Виділяють два підвиди:
- S. h. hemimelaena (Sclater, PL, 1857) — схід Перу (на південь від Мараньйона і Амазонки), південний захід Бразильської Амазонії (на схід до Мадейри, на південь до Акрі) і північний захід Болівії (на схід до Маморе і Ріо-Гранде);
- S. h. pallens (Berlepsch & Hellmayr, 1905) — південь центральної Бразильської Амазонії (на південь від Амазонки, на схід до південно-західної Пари, на південь до Рондонії і на захід до північного Мату-Гросу) і північний схід Болівії (схід Санта-Крусу).

## Поширення і екологія
Бурохвості покривники мешкають в Перу, Бразилії і Болівії. Вони живуть в підліску вологих рівнинних тропічних лісів терра-фірме. Зустрічаються на висоті до 1350 м над рівнем моря.